# Fäderneslandsförbundet
Allukrainska Fäderneslandsförbundet (Всеукраїнське об'єднання Батьківщина) är ett liberalkonservativt och högerpopulistiskt politiskt parti i Ukraina. Partiet var 2012 en del av den ukrainska valalliansen Julia Tymosjenkos block. Fäderneslandsförbundet har åter Julia Tymosjenko som partiledare, men anfördes under hennes tid i fängelse helt av Arsenij Jatsenjuk trots att Tymosjenko officiellt stod som dess ledare. Jatsenjuk ledde också Ukrainas interimsregering och tillsattes 22 februari 2014 efter omfattande oroligheter i Kiev. Fäderneslandsförbundet fick även interimspresidenten Oleksandr Turtjynov. Tymosjenko återtog sin ledande position efter att Jatsenjuk och Turtjynov lämnade partiet i augusti 2014 och bildade ett eget parti.
Fäderneslandsförbundet hade observatörstatus i Europeiska folkpartiet, men är numera observatör i Internationella Demokratiska Unionen (IDU) en international union av konservativa partier, där även det svenska Moderata samlingspartiet är medlem.

## Möjligt försök till statskupp

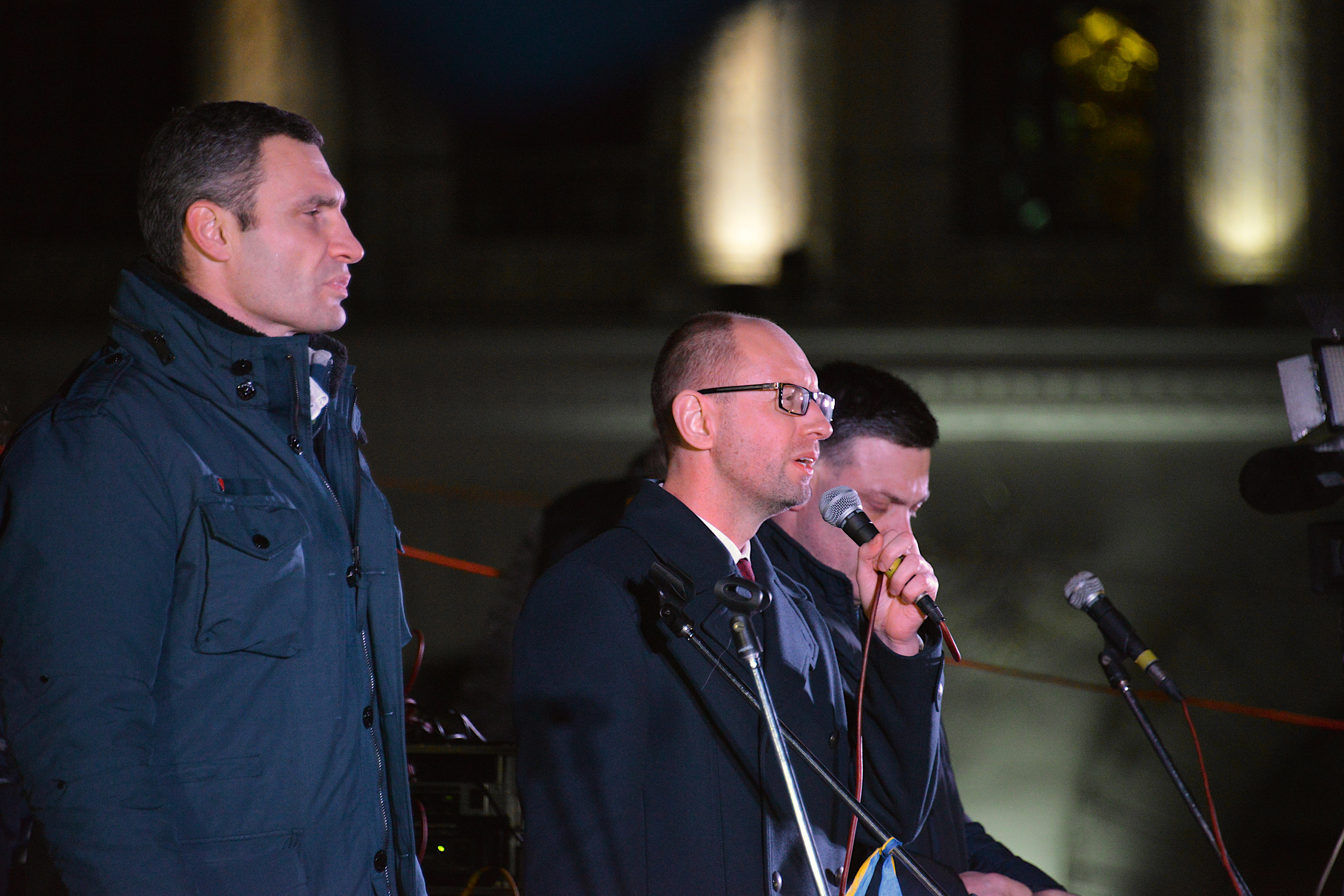
De tre oppositionsledarna Vitalij Klytjko, Arsenij Jatsenjuk och Oleh Tiahnybok riskerade upp till tio års fängelse för statskuppsförsök under Euromajdan.

Ukrainas säkerhetstjänst, SBU, påbörjade redan under Euromajdan undersökningar om vissa politiker försökt att göra statskupp i Ukraina i samband med de omfattande demonstrationerna. Uppgifterna om att säkerhetstjänsten misstänker att vissa politiker förbereder en statskupp kom fram 8 december. Vilka politiker som skulle vara föremål för misstankarna har inte preciserats, men det rör sig sannolikt om de oppositionspolitiker som vid upprepade tillfällen uppmanat Viktor Janukovytj att lämna presidentposten, där de mest framträdande har varit oppositionsledarna Vitalij Klytjko, Arsenij Jatsenjuk och Oleh Tiahnybok. Om någon befinns skyldig till anklagelserna riskerar de upp till tio års fängelse. Efter ett domstolsbeslut blev Fäderneslandets centrala högkvarter genomsökt av polisen den 9 december. Polisen beslagtog bland annat en server, vilket gjorde att partiets hemsida slocknade några timmar. Också det nationalistiska partiet, Svoboda, fick sitt kontor i Kiev genomsökt och vid polisens stormning skadades två personer ur Svobodas personal. I december antog det ukrainska parlamentet och president Janukovitj en lag som giver amnesti för brott som begåtts i samband med Euromajdan, men om det är oklart om amnestin även gäller de politiker som undersöks för försök till statskupp.
I januari 2014 kom det fram att Ukrainas säkerhetstjänst fortfarande höll på med brottsundersökningen kring stordemonstrationerna och misstankarna mot oppositionen för att ha förberett en statskupp. Det ska enligt säkerhetstjänsten ha funnits bevis på att oppositionen hade planerat demonstrationerna och en statskupp sedan en längre tid. Bevisen lär ha funnits på en av Fäderneslandets datorer som beslagtogs under rannsakningarna i december 2013. Datavolymen var mycket stor och mättes i tiotals terabyte. Utredningen var beräknad att skulle ta två månader, enligt ett uttalande som säkerhetstjänstens chef Maksim Lenko gjorde 31 januari i TV-kanalen "112 Ukraina".[uppföljning saknas]

## Valresultat parlamentsvalet 2012

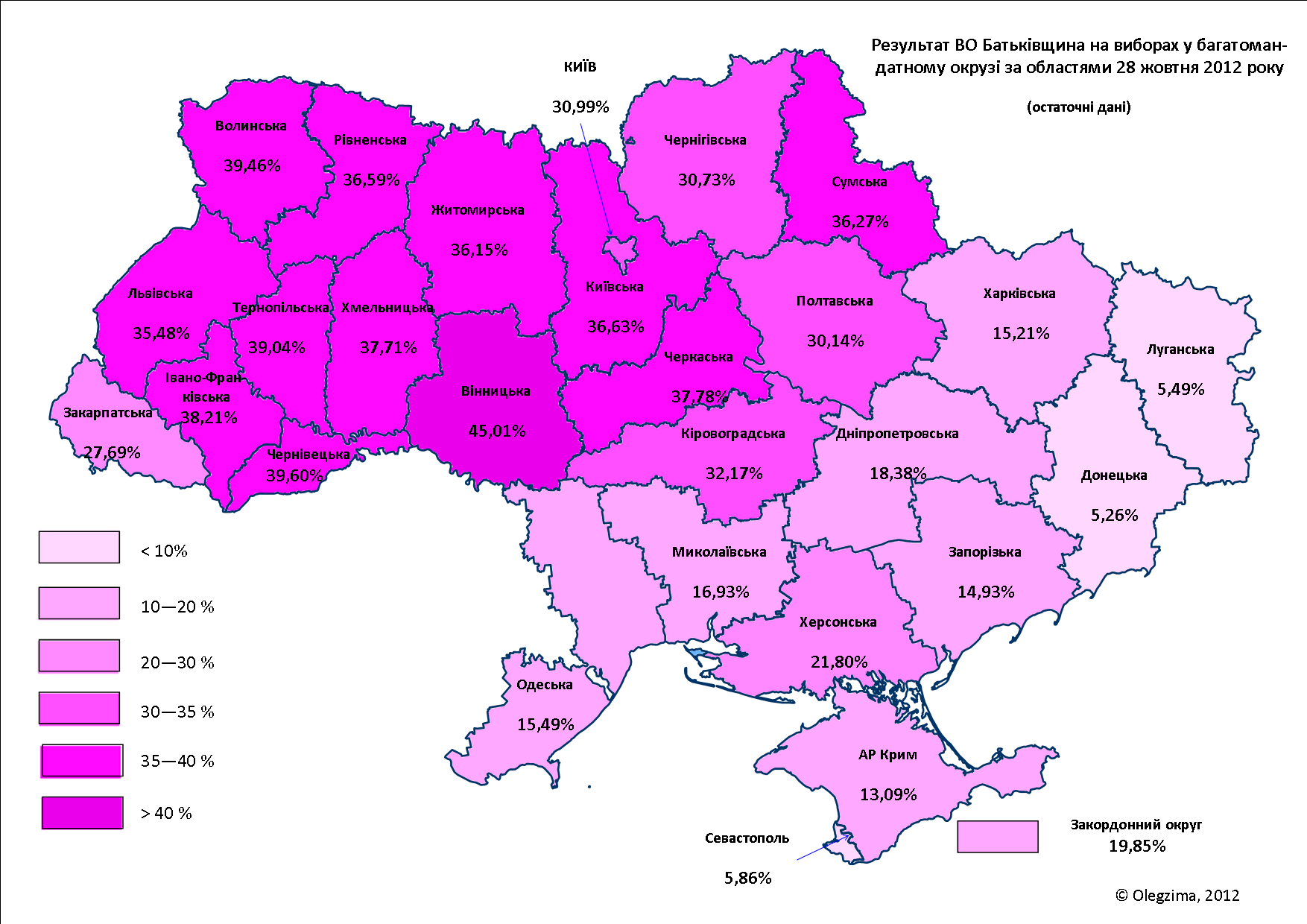
Valresultat parlamentsvalet 2012

## Ministrar 2014
Partiet ingick i Ukrainas interimsregering, som bildades efter oroligheterna vintern 2013-2014, och hade sex ministerposter.
| Titel                 | Foto | [ 4 ]             |
| --------------------- | ---- | ----------------- |
| Premiärminister       |      | Arsenij Jatsenjuk |
| Justitieminister      |      | Pavlo Petrenko    |
| Socialminister        |      | Ljudmyla Denisova |
| Inrikesminister       |      | Arsen Avakov      |
| Infrastrukturminister |      | Maksym Burbak     |
| Kabinettminister      |      | Ostap Semerak     |